# Омельченко, Григорий Емельянович
Григорий Емельянович Омельченко (род. 4 мая 1951, Новоселица, Полтавская область) — генерал-лейтенант (2007), Герой Украины (2010). Народный депутат Украины II, III, IV и V созывов (1994—2007).

## Биография
Родился 4 мая 1951 года в с. Новоселица Миргородского района Полтавской области.
Был членом КПСС и партии Юлии Тимошенко. Делегат XXVІІІ съезда КПСС.
Один из основателей Союза офицеров Украины (СОУ):
- председатель СОУ (03.1992−04.1993);
- заместитель председателя СОУ (04.1993−1998);
- член президиума Центрального совета СОУ (06.2002−04.2005).

В 2012 году заявил, что Юлия Тимошенко была завербована агентами ФСБ в середине 1990-х годов.
15 мая 2007 года Григорий Омельченко попал в ДТП — его сбил автомобиль. Парламентарий был госпитализирован с переломом правой голени, черепно-мозговой травмой и многочисленными ушибами.
В ноябре 2017 года Омельченко в интервью «Кременчугской газете» рассказал о планах международного сионизма создать на территории Украины «Новый Иерусалим» для переселения в него примерно 5 млн евреев и намерении представителей еврейского капитала скупить сельскохозяйственные земли в стране.
В декабре 2018 года Омельченко в эфире телеканала «Прямой» продемонстрировал «секретные карты Генштаба России», где указана оккупация Россией нескольких областей Украины. В том же эфире заявил о готовности ликвидировать Президента России Владимира Путина при личной встрече.
Мастер 3 дана по рукопашному бою, вице-президент Федерации рукопашного боя Украины.

### Образование
В 1976 году окончил Киевский университет им. Т. Г. Шевченко по специальности «юрист». Кандидат юридических наук, доцент. Кандидатская диссертация на тему: «Применение мер пресечения к несовершеннолетним в стадии предварительного расследования».

### Деятельность
- 1968−1969 — рабочий совхоза с. Дибровка Миргородского района Полтавской области.
- 1969−1971 — служба в Советской Армии.
- 1971−1976 — студент Киевского государственного университета им. Т. Г. Шевченко.
- 1976−1983 — следователь, старший следователь, заместитель начальник следственного отдела МВД УССР.
- 1983−1986 — адъюнкт Киевской высшей школы милиции МВД СССР.
- 1986−1992 — преподаватель, старший преподаватель, доцент Киевской высшей школы милиции (Украинская академия внутренних дел).
- 1992−1994 — начальник отдела по борьбе с коррупцией и организованной преступностью Главного управления военной контрразведки СБУ.
- 06.1994−04.1998 — народный депутат Верховный Рады Украины 2-го созыва.
- 04.1998−04.2002 — народный депутат Верховной рады Украины 3-го созыва.
- 04.2002−05.2006 — народный депутат Верховной рады Украины 4-го созыва.
- 05.2006−06.2007 — народный депутат Верховной Рады Украины 5-го созыва.

## Награды и звания
- Герой Украины (с вручением ордена Державы, 08.02.2010 — за выдающиеся личные заслуги в утверждении независимого Украинского государства, самоотверженность в отстаивании конституционных прав и свобод граждан Украины, многолетнюю плодотворную законодательную и общественно-политическую деятельность).
- Орден князя Ярослава Мудрого V степени (04.05.2007).
- Награждён медалью «За безупречную службу в органах внутренних дел».
- В 2002 году награждён знаком Канадского Королевского Легиона — крестом «Виктория» (за заслуги в возрождении Украинской государственности).